# Alexander van der Heyden van Doornenburg
Alexander Johan Ernest Egon Canisius baron van der Heyden van Doornenburg, heer van Doornenburg (Vorden, 17 juni 1906 – Gorssel, 13 juni 1973) was een Nederlands burgemeester en militair.

## Leven en werk
Van der Heyden, lid van de familie Van der Heyden, was eerste-luitenant bij het Eerste Regiment Huzaren Motorrijders. Dit was gelegerd in Apeldoorn. In 1939 volgde echter de algehele mobilisatie, en het regiment vertrok naar Vesting Holland, om patrouillediensten uit te voeren. In 1939 trouwde hij met Elisabeth barones van Hövell van Westervlier en Wezeveld (1914); uit dit huwelijk werden vier kinderen geboren.
Bij Vliegbasis Valkenburg vocht zijn regiment in 1940 tegen Duitse parachutisten. Na de capitulatie ging hij met groot verlof.
In 1941 ging hij met zijn gezin op kasteel Asten wonen, waar twee dochters werden geboren. In 1943 dook hij onder op het kasteel, omdat de Nederlandse militairen in krijgsgevangenschap moesten gaan.
Toen de bevrijders kwamen op 22 september 1944 moest het gezin van Alexander, alsmede de pachters en hun gezinnen, schuilen in de kelder van het kasteel, dat in de frontlinie lag. Toen het te gevaarlijk werd ontvluchtten ze het kasteel en kreeg Alexanders gezin onderdak bij de pastoor van Heusden.
Het kasteel werd op 5 oktober 1944 verwoest, en het gezin werd ondergebracht in het Liefdesgesticht te Asten, van waaruit het in 1945 naar Ruurlo verhuisde.
Van der Heyden werd in 1946 burgemeester van Heino en in november 1951 werd hij burgemeester van Denekamp wat hij tot zijn pensionering in 1971 zou blijven.
Van der Heyden van Doornenburg overleed in 1973 te Gorssel.